# Raionul Noua Suliță
Noua Suliță (în ucraineană Новоселицький район) era unul din cele 11 raioane administrative din regiunea Cernăuți din Ucraina, cu reședința în orașul Noua Suliță. A fost înființat în anul 1940, fiind inclus în componența RSS Ucrainene. Începând din anul 1991, acest raion făcea parte din Ucraina independentă. A fost desființat în 2020.
Acest raion avea o suprafață de 734 km² și 87.461 locuitori (2001) , în mare majoritate de naționalitate moldoveni (români). Din componența raionului face parte orașul Noua Suliță și 30 comune rurale.
Înainte de ocuparea Basarabiei, a Bucovinei de Nord și a Ținutului Herța de către Uniunea Sovietică în 1940, teritoriul său a făcut parte din județul Hotin, județul Cernăuți și județul Dorohoi (satul Cotul Boianului) ale României.

## Geografie
Raionul Noua Suliță este situat în partea de sud-est a regiunii Cernăuți, între râurile Prut și Nistru. În prezent, raionul se învecinează în partea de nord cu raionul Hotin, în partea de vest cu raionul Zastavna și cu municipiul Cernăuți, în partea de est cu raionul Chelmenți și cu raionul Briceni din Republica Moldova și în partea de sud cu raionul Herța și cu județul Botoșani din România. Partea de sud a raionului are ca graniță naturală râul prut.
Raionul Noua Suliță este frontieră de stat cu Republica Moldova și cu România. În acest raion, funcționează 2 puncte de trecere a frontierei în/din Republica Moldova:
- Mămăliga - Criva - punct internațional de trecere auto
- Mămăliga - Criva - punct internațional de trecere feroviar

## Demografie

### Numărul populației la 1 ianuarie
| 2013    | 2014    | 2015    |
| ------- | ------- | ------- |
| ▼79.718 | ▼79.062 | ▼78.584 |

- Sursă:[1]

### Structura etnolingvistică
Componența lingvistică a raionului Noua Suliță
     Română (64%)
     Ucraineană (34,08%)
     Rusă (1,78%)
     Alte limbi (0,09%)
Conform recensământului din 2001, majoritatea populației raionului Noua Suliță era vorbitoare de română (64%), existând în minoritate și vorbitori de ucraineană (34,08%) și rusă (1,78%).
     Români (64,29%)
     Ucraineni (33,96%)
     Ruși (1,41%)
     Alte etnii (0,34%)
La recensământul din 1989, raionul Noua Suliță avea 86.771 locuitori.
Conform recensământului efectuat de autoritățile ucrainene în anul 2001, populația raionului Noua Suliță era de 87.461 locuitori, fiind împărțită în următoarele grupuri etnice:
- Moldoveni (români)-  50.329 (57,54%)
- Ucraineni - 29.703 (33,96%)
- Români -  5.904 (6,75%)
- Ruși -  1.235 (1,41%)
- Alții -  290 (0,34%) [4].[5]

De asemenea, 9,60% din populația raionului locuia în așezări urbane (8.400 locuitori) și 90,40% în așezări rurale (79.061 locuitori).
Cele mai populate localități sunt orașul Noua Suliță - 8.166 locuitori și satele Marșenița - 5.353, Tărăsăuți - 5.330, Toporăuți - 4.435, Boian - 4.425, Rarancea (Redcăuți) - 4.177, Costiceni - 3.450 și Dinăuți - 3.193.

### Comunitatea românească din raion
Conform recensământului din 1989, locuitorii care s-au declarat români (6,8 %) plus moldoveni (57,5 %) din raionul Noua Suliță erau majoritari în următoarele localități :
- Vancicăuții Mici - 98,64%
- Răchitna - 97,94%
- Dumeni - 97,81%
- Cotul Ostriței - 97,67%
- Prut - 97,64%
- Cotul Boianului - 97,27%
- Costiceni - 96,89%
- Stroești - 96,81%
- Șendreni (Dranița) - 96,73%
- Nesfoaia - 96,48%
- Negreni - 96,25%
- Cerlena Mare - 96,20%
- Tărăsăuți - 96,03%
- Balcăuți - 95,95%
- Mălinești - 95,81%
- Coșuleni - 95,43%
- Lehăceni-Boian (Priprutia) - 95,31%
- Stălinești - 94,90%
- Vancicăuții Mari - 93,61%
- Dinăuți - 93,48%
- Berestea - 92,50%
- Forostna - 91,75%
- Marșenița - 91,74%
- Mahala - 90,40%
- Hlinița (Gai) - 89,49%
- Boian - 88,59%
- Mămăliga - 86,99%
- Buda - 80,43%
- Coteleu - 52,31%

## Economie
În raionul Noua Suliță funcționează 15 întreprinderi industriale. Industria raionului este specializată în principal pe procesarea produselor agro-alimentare.
Agricultura este principala ocupație a locuitorilor raionului, aici desfășurându-și activitatea 39 societăți comerciale.

## Învățământ și cultură
În raionul Noua Suliță există 35 de instituții de învățământ. Ființează aici 34 instituții de cultură (dintre care 24 cămine culturale și 10 cluburi culturale) și 39 biblioteci rurale.
De asemenea, funcționează aici un spital raional cu o capacitate de 355 paturi, 5 spitale rurale, 9 clinici medicale de obstetrică și 20 cabinete medicale .

## Localități
Raionul Noua Suliță este compus din:
- 1 oraș - Noua Suliță - reședința administrativă

| Orașe și așezări de tip urbane       |                    |               |                  |               |           |
| Nume                                 | Nume               | Nume          | Nume             | Nume          | Locuitori |
| română                               | ucraineană         | ucraineană    | rusă             | rusă          | Locuitori |
| română                               | scriere ucraineană | transliterare | scriere rusească | transliterare | Locuitori |
| Noua Suliță, (Sulița Târg), (Sulița) | Новоселиця         | Novoseliția   | Новоселица       | Novoselița    | 8.166     |

- 42 sate [8], dintre care: 
  - 30 comune sau selsoviete  astfel:

| Comune                                |                    |               |                  |               |           |
| Nume                                  | Nume               | Nume          | Nume             | Nume          | Locuitori |
| română                                | ucraineană         | ucraineană    | rusă             | rusă          | Locuitori |
| română                                | scriere ucraineană | transliterare | scriere rusească | transliterare | Locuitori |
| Bălcăuți, (Balcăuți)                  | Балківці           | Balkivți      | Балковцы         | Balkovțî      | 1.577     |
| Berestea, (Beresta)                   | Берестя            | Berestia      | Берестя          | Berestia      | 836       |
| Boian                                 | Бояни              | Boiani        | Бояны            | Boianî        | 4.425     |
| Cerlena Mare (Cerlina Mare)           | Черленівка         | Cerlenivka    | Черленовка       | Cerlenovka    | 2.236     |
| Cernăuca                              | Чорнівка           | Ciornivka     | Черновка         | Cernovka      | 2.364     |
| Chișla-Salieva (Podvârna)             | Подвірне           | Podvirne      | Подворное        | Podvornoe     | 2.440     |
| Costiceni                             | Костичани          | Kosticiani    | Костичаны        | Kosticeanî    | 3.450     |
| Coteleu                               | Котелеве           | Koteleve      | Котелево         | Kotelevo      | 2.991     |
| Dinăuți                               | Динівці            | Dinivți       | Диновцы          | Dinovțî       | 3.193     |
| Doljoc                                | Довжок             | Dovjok        | Должок           | Doljok        | 1.023     |
| Forostna                              | Форосна            | Forosna       | Форосна          | Forosna       | 987       |
| Lehăceni-Boian (Priprutea)            | Припруття          | Pripruttia    | Припрутье        | Priprutie     | 2.206     |
| Lehăcenii Tăutului                    | Зелений Гай        | Zelenîi Hai   | Зеленый Гай      | Zelenîi Gai   | 1.891     |
| Mahala                                | Магала             | Mahala        | Магала           | Magala        | 2.552     |
| Marșenița (Marșineți)                 | Маршинці           | Marșinți      | Маршинцы         | Marșințî      | 5.353     |
| Mălinești (Malinești)                 | Малинівка          | Malinivka     | Малиновка        | Malinovka     | 1.527     |
| Mămăliga                              | Мамалига           | Mamaliha      | Мамалыга         | Mamalîga      | 2.589     |
| Nesfoaia (Nesvoia)                    | Несвоя             | Nesvoia       | Несвоя           | Nesvoia       | 1.330     |
| Rarancea (Redcăuți)                   | Рідківці           | Ridkivți      | Редковцы         | Redkovțî      | 4.177     |
| Răchitna (Rachitna)                   | Рокитне            | Rokitne       | Ракитное         | Rakitnoe      | 2.468     |
| Rângaci                               | Рингач             | Rînhaci       | Рингач           | Rîngaci       | 1.165     |
| Sânger                                | Жилівка            | Jilivka       | Жиловка          | Jilovka       | 725       |
| Slobozia Rarancei (Slobozia-Rarancea) | Слобода            | Sloboda       | Слобода          | Sloboda       | 855       |
| Stălinești                            | Стальнівці         | Stalnivți     | Стальновцы       | Stalnovțî     | 2.104     |
| Stroești (Stroiești)                  | Строїнці           | Stroinți      | Строинцы         | Stroințî      | 1.546     |
| Șendreni (Dranița)                    | Драниця            | Draniția      | Драниц           | Draniț        | 1.761     |
| Șerbinți                              | Щербинці           | Șcerbinți     | Щербинцы         | Șcerbințî     | 835       |
| Tărăsăuți                             | Тарасівці          | Tarasivți     | Тарасовцы        | Tarasovțî     | 5.330     |
| Toporăuți                             | Топорівці          | Toporivți     | Топоровцы        | Toporovțî     | 4.435     |
| Vancicăuții Mari                      | Ванчиківці         | Vancikivți    | Ванчиковцы       | Vancikovțî    | 2.656     |

- - 12 sate, care nu sunt și selsoviete, adică nu au administrație proprie, astfel:

| Sate                                            |                    |               |                  |               |           |                    |
| Nume                                            | Nume               | Nume          | Nume             | Nume          | Locuitori | Comuna             |
| română                                          | ucraineană         | ucraineană    | rusă             | rusă          | Locuitori | Comuna             |
| română                                          | scriere ucraineană | transliterare | scriere rusească | transliterare | Locuitori | Comuna             |
| Buda                                            | Буда               | Buda          | Буда             | Buda          | 1.452     | Mahala             |
| Coșuleni                                        | Кошуляни           | Koșuliani     | Кошуляны         | Koșușianî     | 1.141     | Mămăliga           |
| Cotul Boianului (Cotul Boian) (Cotul Hotinului) | Боянівка           | Boianivka     | Бояновка         | Boianovka     | 403       | Lehăcenii Tăutului |
| Cotul Ostriței (Cutul Ostriței)                 | Остриця            | Ostriția      | Острица          | Ostrița       | 2.368     | Mahala             |
| Dumeni                                          | Думени             | Dumenî        | Думены           | Dumenî        | 1.186     | Costiceni          |
| Hlinița, (Hlinița pe Prut), (Arboreni), (Gai)   | Гай                | Hai           | Гай              | Hai           | 351       | Boian              |
| Negreni                                         | Негринці           | Negrinți      | Негринцы         | Negrințî      | 757       | Șendreni           |
| Prut                                            | Прут               | Prut          | Прут             | Prut          | 397       | Mahala             |
| Revcăuți (Revacăuți)                            | Ревківці           | Revkivți      | Ревковцы         | Revkovțî      | 641       | Slobozia Rarancei  |
| Șișcăuți                                        | Шишківці           | Șișkivți      | Шишковцы         | Șișkovțî      | 371       | Rângaci            |
| Vancicăuții Mici (Ivancăuții Noi)               | Новоіванківці      | Novoivankivți | Новоиванковцы    | Novoivankovțî | 980       | Costiceni          |
| Vancineți (Vancineț)                            | Ванчинець          | Vancineț      | Ванчинец         | Vancineț      | 246       | Vancicăuții Mari   |

Dintre acestea, 8 comune (Boian, Cernăuca, Lehăceni-Boian (Priprutea), Lehăcenii Tăutului (Zelenîi Gai), Mahala, Slobozia Rarancei și Toporăuți) și 4 sate (Buda, Cotul Ostriței, Hlinița (Gai) și Prut fac parte din Bucovina, satul Cotul Boianului face parte din Ținutul Herța, iar celelalte 22 comune și 7 sate, ca și orașul Noua Suliță din Basarabia.